# Пінковце
Пінковце (словац. Pinkovce, угор. Ungpinkóc) — село, громада в окрузі Собранці, Кошицький край, східна Словаччина. Кадастрова площа громади — 3,14 км². Населення — 172 особи (за оцінкою на 31 грудня 2017 р.).

## Історія
Перша згадка 1343 року як Pynkouch. Історичні назви: Pynkoch (1363), Pynkoch a.n. Kozmathelke (1394), Pinkowce (1808); угор. Pinkóc.
1828 року мало 44 будинки і 387 мешканців.
У 1939—1944 роках Пінковце перебувало під окупацією Угорщини.
Єдиний селянський кооператив (JRD) засноване 1958 року.

## Географія
Розташоване на річці Уж, у місці, де річка стає прикордонною. Село розташоване на висоті 109 м над рівнем моря.
На сході села проходить державний кордон з Україною.

## Транспорт
У селі єдина вулиця, яка в його межах збігається з автошляхом 3809 Загор — Пінковце — Лекаровце.

## Населення
| Рік:            | 1994. | 2004.    | 2014.   | 2024. |
| --------------- | ----- | -------- | ------- | ----- |
| Кількість осіб: | 212   | 188      | 170     | 187   |
| Різниця:        |       | -11,32 % | -9,57 % | +10 % |

| Рік:            | 2023. | 2024.   |
| --------------- | ----- | ------- |
| Кількість осіб: | 184   | 187     |
| Різниця:        |       | +1,63 % |

## Пам'ятки
У селі є греко-католицька церква Блаженного Священномученика Петра Павла Ґойдича та Методія Домініка Трчки з XXI століття.

## Відомі уродженці
- Андрій Копчай (1917—?) — русинський футболіст, нападник. У роки Другої світової війни воював на Східному фронті.